# Polyrhachis tristis
Polyrhachis tristis är en myrart som beskrevs av Mayr 1867. Polyrhachis tristis ingår i släktet Polyrhachis och familjen myror. Inga underarter finns listade i Catalogue of Life.